# Markada
Markada (arab. مركدة) – miasto w Syrii, w muhafazie Al-Hasaka. W 2004 roku liczyło 2530 mieszkańców.